# Umécuaro
Umécuaro es una localidad situada en el municipio de Morelia en el Estado de Michoacán. Umécuaro está a 2,186 metros de altitud.

## Población
Posee una población de 417 habitantes. 
| Año  | Habitantes Mujeres | Habitantes hombres | Total habitantes |
| ---- | ------------------ | ------------------ | ---------------- |
| 2020 | 195                | 222                | 417              |
| 2010 | 164                | 182                | 346              |
| 2005 | 152                | 168                | 320              |